# Großhöflein
Großhöflein (in ungherese: Nagyhöflány, in croato: Velika Holovajna) è un comune austriaco di 2 066 abitanti nel distretto di Eisenstadt-Umgebung, in Burgenland; ha lo status di comune mercato (Marktgemeinde).